# Rimskoïe
Rimskoïe (en russe : Ри́мское ;  finnois : Rimoila) est un hameau de l'établissement rural de Pialma, du raïon de Poudoj dans la république de Carélie, dans le Nord russe. Sa population s'élevait à 21 habitants en 2013.

## Géographie
La localité est située dans la république de Carélie, un sujet de la Russie européenne, dans le district fédéral du Nord-Ouest. Rimskoïe est l'une des 73 localités du raïon de Poudoj, le raïon le plus à l'est de l'oblast. Le centre administratif du raïon est la ville de Poudoj.
Rimskoïe, comme toute la république de Carélie, est située dans le fuseau horaire MSK (heure de Moscou). Le décalage horaire appliqué par rapport au temps universel coordonné est +03:00.
Rimskoïe fait partie de l'établissement rural de Pialma, une des huit entités municipales du raïon, qui a comme chef-lieu la localité de Pialma.

## Histoire
Sous l'Empire russe, la localité faisait partie de l'ouïezd de Poudoj du gouvernement d'Olonets.

## Démographie
Recensements (*) et estimations de la population,,,,:
| 1905 | 2002 * | 2010* | 2013 | - |
| ---- | ------ | ----- | ---- | - |
| 137  | 67     | 27    | 67   | - |

En 2002, sur les 252 habitants, il y avait 90 % de Russes.